# Bärbel Bas
Bärbel Bas (Walsum, 3 maggio 1968) è una politica tedesca, Ministra del lavoro e degli affari sociali della Repubblica federale di Germania nel governo Merz dal 6 maggio 2025 ed in precedenza presidente del Bundestag dal 26 ottobre 2021 al 25 marzo 2025.
Alle elezioni federali del 2009, è stata eletta membro del Bundestag per il collegio di Duisburg. È stata vicepresidente del gruppo parlamentare SPD dal 2019 al 2021.